# Altavilla Monferrato
Altavilla Monferrato (piemontesisch Altavila oder Autavila) ist eine Gemeinde in der italienischen Provinz Alessandria (AL) der Region Piemont.

## Lage und Einwohner
Die Gemeinde Altavilla Monferrato liegt 25 km nordwestlich von der Provinzhauptstadt Alessandria entfernt in der Weinregion Monferrato, an der Grenze zur Provinz Asti. Sie umfasst eine Fläche von 11 km² und hat 394 (Stand 31. Dezember 2023) Einwohner.
Die Nachbargemeinden sind Casorzo (AT), Felizzano, Fubine, Montemagno (AT), Viarigi (AT) und Vignale Monferrato.

## Kulinarische Spezialitäten
Bei Altavilla Monferrato werden Reben der Sorte Barbera für den Barbera d’Asti, einen Rotwein mit DOCG Status angebaut.

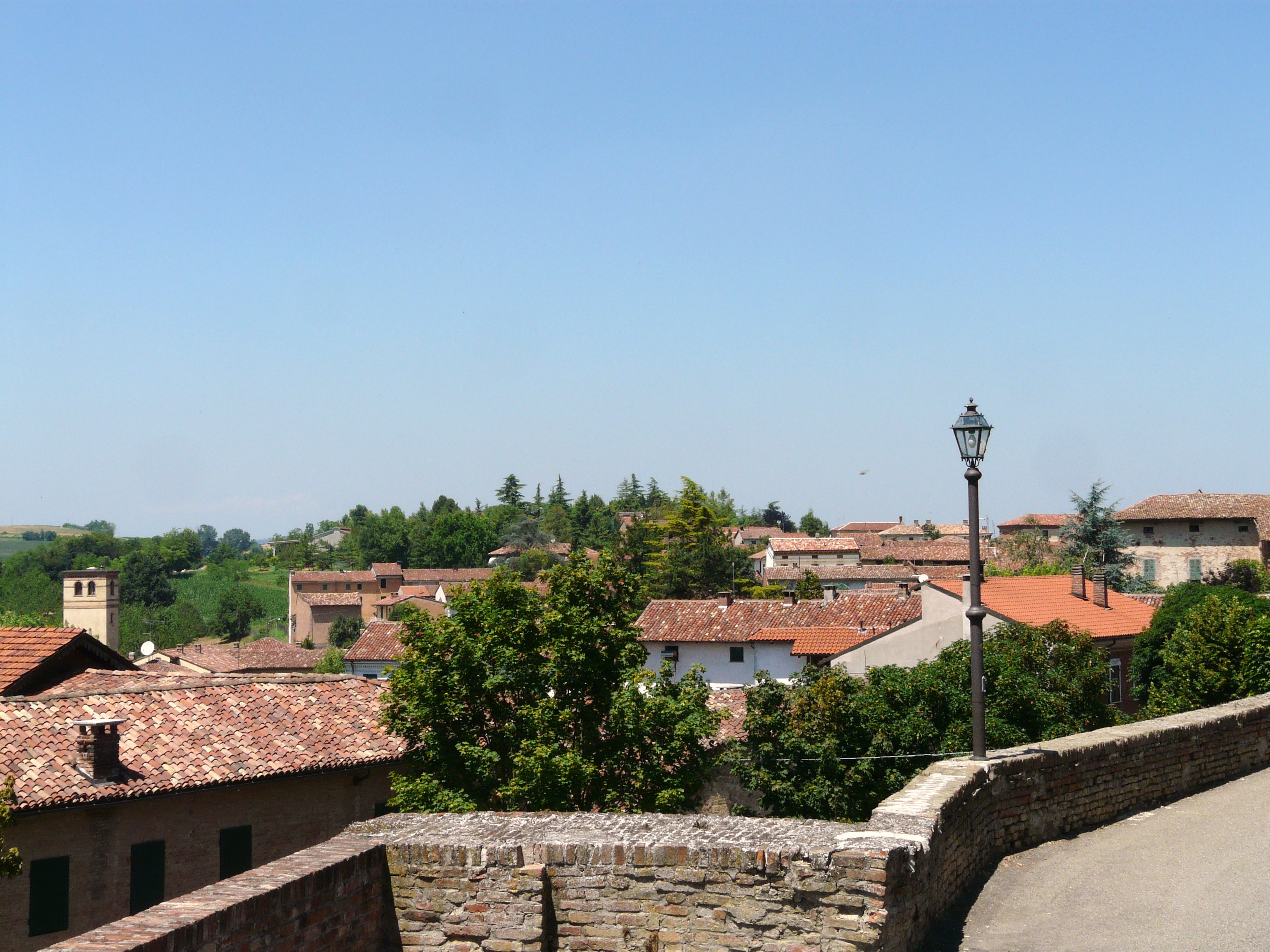
Blick auf Altavilla Monferrato

## Geschichte

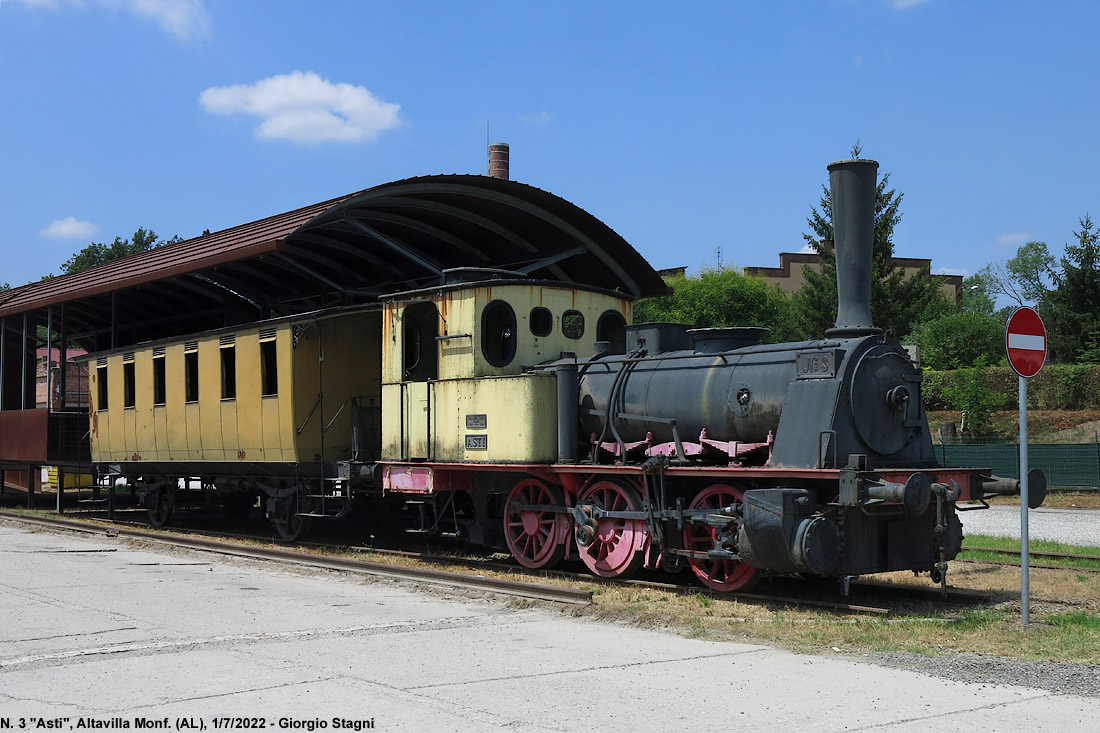
Tramdepot von Altavilla mit einer Dampftram

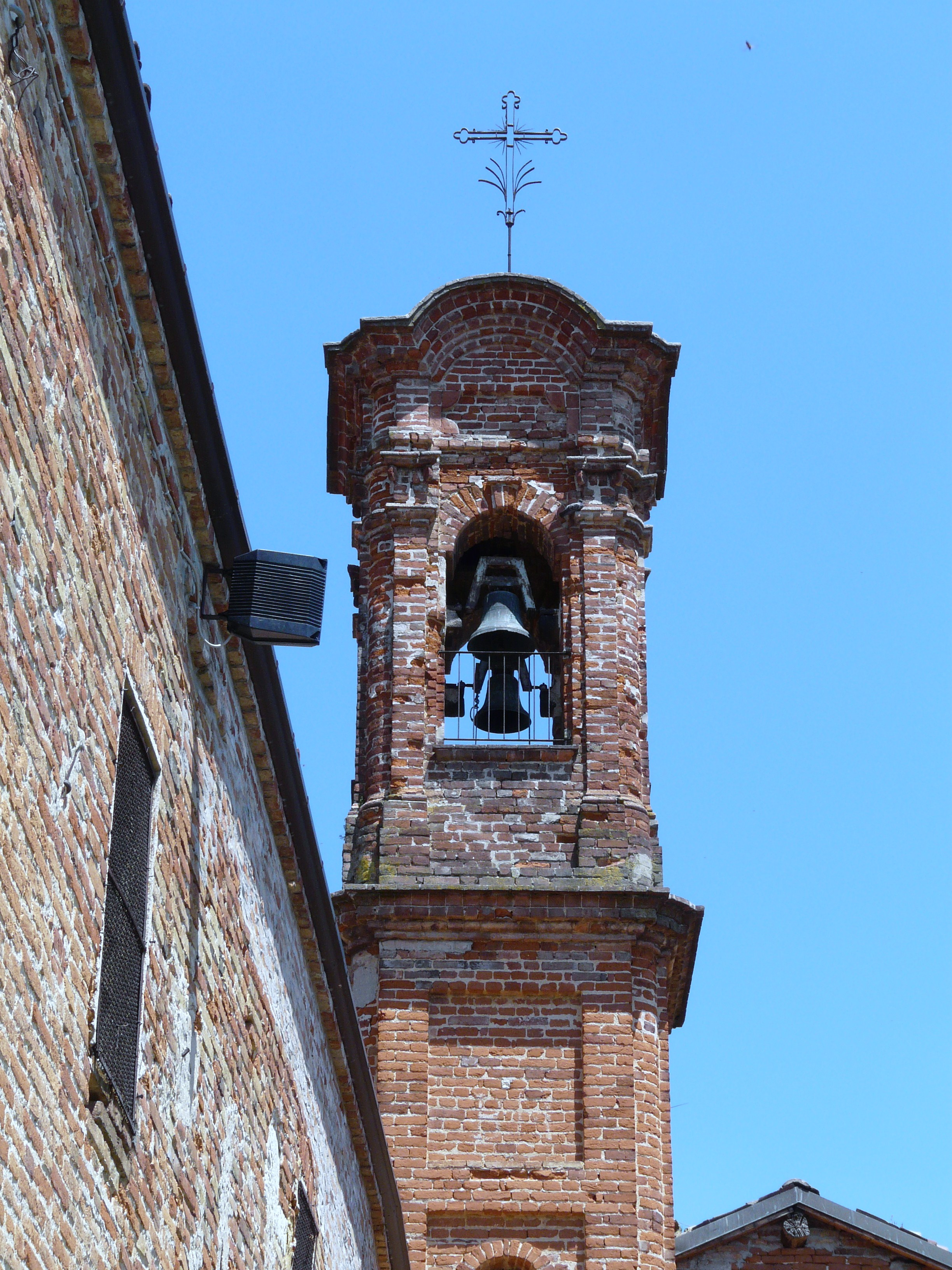
Kirchturm von Altavilla

Der Ortsname, dessen erste Erwähnung auf das Jahr 1026 zurückgeht, weist eine eindeutige Etymologie auf. Die beiden Teile, das Adjektiv und das Substantiv, beziehen sich eindeutig auf den Ort der Siedlung. Über die ersten historischen Ereignisse gibt es nur wenige Informationen. Die Siedlung wurde im Mittelalter erbaut und 1026 von Corrado II. als Lehen dem Kloster Novalesa geschenkt. 
Im Jahr 1320 gehörte es zu den Gemeinden, die sich auf die Seite des Markgrafen Giovanni del Monferrato stellten, unter dessen Herrschaft es später eingemeindet wurde. Im selben Zeitraum wurde es mit einer Burg und umgebenden Mauern ausgestattet, die heute nur noch in Trümmern liegen und Teil eines in jüngerer Zeit erbauten Wohnpalastes sind. 1708 war das Jahr, in dem es unter die Herrschaft des Hauses Savoyen gelangte.
Zwischen dem Ende des 19. Jahrhunderts und 1935 war Altavilla ein wichtiger Knotenpunkt der Straßenbahnlinien nach Alessandria, Asti und Casale Monferrato, die alle von Altavilla abfuhren. In den ehemaligen Depoträumen der Strassenbahn befindet sich heute das Museum der Dampf- und elektrischen Straßenbahnen (Museo dei Tramways a vapore ed elettrici), in dem einige Exemplare von Dampfwaggons und Lokomotiven aufbewahrt werden.

## Sehenswürdigkeiten
- Die 1630 geweihte Pfarrkirche San Giulio, in der einige Gemälde des Malers Moncalvo, „Das letzte Abendmahl“ von Caccia und „Die Hochzeit zu Kana“ von Musso zu sehen sind.